# Oraesia cerne
Oraesia cerne là một loài bướm đêm trong họ Noctuidae.